# فيل هيكس
فيل هيكس (بالإنجليزية: Phil Hicks)‏ مواليد 31 يناير 1953 في شيكاغو، هو لاعب كرة سلة أمريكي معتزل. بدأ مسيرته الاحترافية في سنة 1976. تم اختياره من قبل فريق هيوستن روكتس خلال الدرافت. يبلغ طوله 6 قدم 7 بوصة (2.0 م). اعتزل اللعب في 1988.

## المسيرة الاحترافية
لعب مع هيوستن روكتس في سنة 1976، ثم لعب مع شيكاغو بولز في موسم 1976–1977، ثم لعب مع دنفر ناغتس في موسم 1978–1979، ثم لعب مع فيرتوس روما في الدوري الإيطالي من سنة 1979 إلى 1982، ثم لعب مع ريمس شمبانيا في الدوري الفرنسي في موسم 1983–1984.

## روابط خارجية
- فيل هيكس على موقع إن بي أي (الإنجليزية)
- فيل هيكس على موقع سبورتس رفرنس (الإنجليزية)
- فيل هيكس على موقع كلية كرة السلة في سبورتس رفرنس.كوم (الإنجليزية)
- فيل هيكس على موقع ريلجم (الإنجليزية)
- فيل هيكس على موقع بروبوليرز (الإنجليزية)